# Деджорджио, Витторио
Витторио Деджорджио (итал. Vittorio Degiorgio; 5 января 1939, Милан — 17 января 2021, Милан) — итальянский физик, известный своими работами по оптике и статистической физике.

## Биография
Родился в Милане в семье школьной учительницы, которая из-за своего еврейского происхождения лишилась работы. В 1943 году, когда начались массированные бомбардировки города, был отправлен в деревню, где самостоятельно учился читать и писать. В 1957 году поступил в Миланский технический университет, где изучал ядерную технику и в 1963 году защитил диссертацию под руководством Эмилио Гатти, который был также директором исследовательского центра CISE (итал. Centro Informazioni Studi ed Esperienze). Один из сотрудников CISE Тито Арекки предложил Деджорджио заняться исследованием нового направления — лазерной физики. В 1968 году стал лауреатом программы Фулбрайта, в рамках которой провёл два года в Массачусетском технологическом институте. В 1970 году вернулся в Италию, где работал сначала в CISE, а с 1980 года — в Павийском университете: в 1980—2011 годах профессором физики, в 1991—1997 годах главой факультета электроники, в 2007—2011 годах директором Лазерного центра, с 2011 года почётным профессором.
Был членом Американского оптического общества и Итальянского физического общества. Состоял в комиссии по физике Евросоюза, совете по жидкостям при Европейском физическом обществе, научном совете Европейской лаборатории нелинейной спектроскопии, занимал пост вице-президента Национального института физики вещества.

## Научная деятельность
С середины 1960-х годов получил ряд заметных результатов в оптике и лазерной физике, статистической физике, физике мягкого вещества. В 1967 году совместно с Арекки и Бруно Квердзолой (итал. Bruno Querzola) исследовал статистические свойства лазерного излучения. Во время работы в Америке обнаружил аналогию между порогом лазерной генерации и фазовым переходом второго рода (совместно с Марланом Скалли) и исследовал статистические характеристики динамического рассеяния света для использования в корреляционной спектроскопии (совместно с Джоном Ластовкой (англ. John Lastovka)). В дальнейшем активно использовал рассеяние света для изучения свойств мягкого вещества (от коллоидных систем до жидких кристаллов); среди тем его исследований — фазовые переходы в растворах поверхностно-активных веществ (совместно с Марио Корти (итал. Mario Corti)), деполяризация динамического рассеяния света, вращательное броуновское движение, перенормировка заряда в макроионах, седиментация коллоидных растворов и т.д. С конца 1990-х годов переключился на нелинейную оптику и интегральную фотонику: занимался нелинейными свойствами полупроводников и органических кристаллов, каскадными нелинейными процессами, обработкой оптических сигналов с помощью нелинейных волноводов и микроструктурированных волокон, динамикой солитонов, генерацией суперконтинуума.

## Избранные публикации
- Arecchi F.T., Degiorgio V., Querzola B. Time-dependent statistical properties of the laser radiation // Physical Review Letters. — 1967. — Vol. 19, № 20. — P. 1168-1171. — doi:10.1103/PhysRevLett.19.1168.
- Degiorgio V., Scully M.O. Analogy between the laser threshold region and a second-order phase transition // Physical Review A. — 1970. — Vol. 2, № 4. — P. 1170-1177. — doi:10.1103/PhysRevA.2.1170.
- Arecchi F.T., Degiorgio V. Statistical properties of laser radiation during a transient buildup // Physical Review A. — 1971. — Vol. 3, № 3. — P. 1108-1124. — doi:10.1103/PhysRevA.3.1108.
- Degiorgio V., Lastovka J.B. Intensity-correlation spectroscopy // Physical Review A. — 1971. — Vol. 4, № 5. — P. 2033-2050. — doi:10.1103/PhysRevA.4.2033.
- Corti M., Degiorgio V. Quasi-elastic light scattering study of intermicellar interactions in aqueous sodium dodecyl sulfate solutions // Journal of Physical Chemistry. — 1981. — Vol. 85, № 6. — P. 711-717. — doi:10.1021/j150606a021.
- Corti M., Degiorgio V. Micellar properties and critical fluctuations in aqueous solutions of nonionic amphiphiles // Journal of Physical Chemistry. — 1981. — Vol. 85, № 10. — P. 1442-1445. — doi:10.1021/j150610a033.
- Corti M., Minero C., Degiorgio V. Cloud point transition in nonionic micellar solutions // Journal of Physical Chemistry. — 1984. — Vol. 88, № 2. — P. 309-317. — doi:10.1021/j150646a029.
- Zulauf M., Weckström K., Hayter J.B., Degiorgio V., Corti M. Neutron scattering study of micelle structure in isotropic aqueous solutions of poly(oxyethylene) amphiphiles // Journal of Physical Chemistry. — 1985. — Vol. 89, № 15. — P. 3411-3417. — doi:10.1021/j100261a051.
- Bucci S., Fagotti C., Degiorgio V., Piazza R. Small-Angle Neutron-Scattering Study of Ionic-Nonionic Mixed Micelles // Langmuir. — 1991. — Vol. 7, № 5. — P. 824-826. — doi:10.1021/la00053a002.
- Piazza R., Bellini T., Degiorgio V. Equilibrium sedimentation profiles of screened charged colloids: A test of the hard-sphere equation of state // Physical Review Letters. — 1993. — Vol. 71, № 25. — P. 4267-4270. — doi:10.1103/PhysRevLett.71.4267.
- Degiorgio V., Piazza R., Jones R.B. Rotational diffusion in concentrated colloidal dispersions of hard spheres // Physical Review E. — 1995. — Vol. 52, № 3. — P. 2707-2717. — doi:10.1103/PhysRevE.52.2707.
- Banfi G., Degiorgio V., Ricard D. Nonlinear optical properties of semiconductor nanocrystals // Advances in Physics. — 1998. — Vol. 47, № 3. — P. 447-510. — doi:10.1080/000187398243537.
- Cristiani I., Tediosi R., Tartara L., Degiorgio V. Dispersive wave generation by solitons in microstructured optical fibers // Optics Express. — 2004. — Vol. 12, № 1. — P. 124-135. — doi:10.1364/OPEX.12.000124.
- Degiorgio V., Cristiani I. Note di fotonica. — Springer, 2012. Английский перевод: Degiorgio V., Cristiani I. Photonics: A Short Course. — 2nd ed. — Springer, 2016.